# Río de Tarlac
El río de Tarlac es un río situado en la isla de Luzón en Filipinas, ubicado en la provincia de Tarlac. 
Nace en el Monte Pinatubo en los Montes Zambales, municipio de Botalan; atraviesa los municipios de Bamban, Capas, Tarlac, Gerona, Paniqui y San Miguel de Camiling; para desembocar en el río Agno en el término de Bayambang en la provincia vecina de Pangasinán.
Su principal afluente es el río O'Donnel, recibido por su margen derecha  en el barrio de Santa Lucía, municipio de Capas.
La  represa situada en el barrio Tibag de la ciudad de Tarlac, permite utilizar sua aguas  para  riego, distibuyéndolas al centro y norte de la provincia. Reducido su caudal, a partir de este punto su cauce se convierte en un lecho de arena, desapareciendo la abundante pesca de antaño, sustituyendo la pesca por la extracción de áridos que se emplean como materiales de construcción.